# Baby D (Band)
Baby D ist der Name einer britischen Drum-and-Bass/Euro-House-Band, die mit ihrer Single Let Me Be Your Fantasy bekannt wurde, die Platz eins in den britischen Single-Charts erreichte.

## Karriere
Die Gruppe wurde von Production House Records ins Leben gerufen, einem Plattenlabel, das 1987 von Phil Fearon gegründet wurde, dessen Band Phil Fearon & Galaxy in den 1980er Jahren mehrere Hitsingles in den britischen Charts platzieren konnte. Der Produzent von Production House, Floyd Dyce, war in die Rave-Szene involviert und veröffentlichte seine Werke unter verschiedenen Namen wie The House Crew, DMS und Xstatic. Baby D wurde ein weiteres Sprachrohr für seine Kompositionen und bestand aus der Sängerin (Baby D) Dee Galdes-Fearon, dem Keyboarder und Sänger Terry Jones (MC Nino) sowie dem Keyboarder und Blaswandlerspieler Claudio Galdez.
Die frühen Singles zwischen 1991 und 1994 waren Untergrundhits. Zwei von ihnen schafften es auf die hinteren Positionen der UK Top 100. Let Me Be Your Fantasy war die Ausnahme. Es wurde zum ersten Mal 1992 veröffentlicht und hielt sich zwei Jahre lang in der unteren Hälfte der unveröffentlichten Top-200-Liste mit ungefähr 40.000 verkauften Exemplaren. Es erreichte auch für zwei Wochen Platz eins der Dancecharts. 1994 wurde das Stück von London Records wieder veröffentlicht, stieg auf Anhieb auf Platz drei der britischen Charts ein und konnte zwei Wochen die Topposition halten. Dieses Mal wurden rund eine viertelmillion Kopien verkauft.
Im Sommer 1995 erreichte Baby D Platz drei mit einer Raveversion der Ballade Everybody’s Got to Learn Sometime von The Korgis, die in I Need Your Loving umbenannt wurde. Weitere Hits und ein Top-5-Album namens Deliverance folgten.
Dyce leitet nun sein eigenes Label, Redmaster, und schreibt und produziert weiterhin, während Fearon und Jones noch immer bei Raves und Veranstaltungen in Großbritannien, Polen, Deutschland, Irland, Spanien, Griechenland und dem Mittleren Osten auftreten.
Jones schrieb ebenso an einem Nummer-eins-Hit von Peter Andre mit und produzierte und mischte für Eternal, die Backstreet Boys und Sarah Cracknell.
2000 gelangte ein Remix von Let Me Be Your Fantasy auf Platz 16. Das Lied wurde ebenfalls 2004 von Ashley Jade gecovert.
Im Sommer 2008 nahm die Band am Rave Global Gathering teil.

## Diskografie

### Alben
| Jahr | Titel       | Höchstplatzierung, Gesamtwochen, AuszeichnungChartplatzierungen (Jahr, Titel, Platzierungen, Wochen, Auszeichnungen, Anmerkungen) | Höchstplatzierung, Gesamtwochen, AuszeichnungChartplatzierungen (Jahr, Titel, Platzierungen, Wochen, Auszeichnungen, Anmerkungen) | Höchstplatzierung, Gesamtwochen, AuszeichnungChartplatzierungen (Jahr, Titel, Platzierungen, Wochen, Auszeichnungen, Anmerkungen) | Anmerkungen                       |
| Jahr | Titel       | DE | CH | UK | Anmerkungen                       |
| ---- | ----------- | --- | --- | --- | --------------------------------- |
| 1996 | Deliverance | — | CH47 (1 Wo.)CH | UK5 Silber · (5 Wo.)UK | Erstveröffentlichung: Januar 1996 |

### Singles
| Jahr | Titel Album                                                        | Höchstplatzierung, Gesamtwochen, AuszeichnungChartplatzierungen (Jahr, Titel, Album, Platzierungen, Wochen, Auszeichnungen, Anmerkungen) | Höchstplatzierung, Gesamtwochen, AuszeichnungChartplatzierungen (Jahr, Titel, Album, Platzierungen, Wochen, Auszeichnungen, Anmerkungen) | Höchstplatzierung, Gesamtwochen, AuszeichnungChartplatzierungen (Jahr, Titel, Album, Platzierungen, Wochen, Auszeichnungen, Anmerkungen) | Anmerkungen |
| Jahr | Titel Album                                                        | DE | CH | UK | Anmerkungen |
| ---- | ------------------------------------------------------------------ | --- | --- | --- | --- |
| 1990 | Casanova (The Raising Hell Remix) –                                | — | — | UK93 (1 Wo.)UK | Erstveröffentlichung: Mai 1990 Jazz & Bros Grimm feat. Baby D & MC Juice Remixe: Cleveland Anderson, Floyd Dyce, Paul Owen Autoren: Jo Armstead, Milton Middlebrook Original: Loleatta Holloway, 1975 |
| 1993 | Destiny Deliverance                                                | — | — | UK69 (1 Wo.)UK | Erstveröffentlichung: Dezember 1993 Autor: Floyd Dyce |
| 1994 | Casanova Deliverance                                               | — | — | UK67 (2 Wo.)UK | Erstveröffentlichung: Juli 1994 Autoren: Jo Armstead, Milton Middlebrook Original: Loleatta Holloway, 1975                                                                                            |
| 1994 | Let Me Be Your Fantasy Deliverance                                 | DE31 (15 Wo.)DE | CH12 (11 Wo.)CH | UK1 Platin · (19 Wo.)UK | Erstveröffentlichung: November 1994 Autor: Floyd Dyce |
| 1995 | I Need Your Loving (Everybody’s Got to Learn Sometime) Deliverance | DE55 (6 Wo.)DE | — | UK3 Silber · (12 Wo.)UK | Erstveröffentlichung: Mai 1995 Autor: James Warren Original: The Korgis, 1980 |
| 1996 | So Pure Deliverance                                                | — | — | UK3 (7 Wo.)UK | Erstveröffentlichung: Januar 1996 Autor: Terry Jones |
| 1996 | Take Me to Heaven Deliverance                                      | — | — | UK15 (5 Wo.)UK | Erstveröffentlichung: März 1996 Autor: Floyd Dyce |
| 2000 | Let Me Be Your Fantasy (Trick or Treat Remix) –                    | DE90 (1 Wo.)DE | CH96 (1 Wo.)CH | UK16 (5 Wo.)UK | Erstveröffentlichung: August 2000 feat. MC Tails Remixe: Trick or Treat (Chris Sargent, Simon Cranny)                                                                                                 |

Weitere Singles
- 1990: Day Dreaming
- 1990: Behind the Groove
- 2006: Sky (Ratpack feat. Baby D)
- 2009: Let Me Be Your Fantasy (Ruff Loaderz vs. Scott Giles feat. Baby D)